# Xã District, Quận Berks, Pennsylvania
Xã District (tiếng Anh: District Township) là một xã thuộc quận Berks, tiểu bang Pennsylvania, Hoa Kỳ. Năm 2010, dân số của xã này là 1.337 người.